# スマッツ (小惑星)
スマッツ (1731 Smuts) は小惑星帯の小惑星。南アフリカのアーネスト・ジョンソンによってヨハネスブルグで発見された。
1919年から1924年と1939年から1948年の二度、南アフリカ連邦の首相となった政治家、ヤン・スマッツから命名された。